# Papillocepheus decorus
Papillocepheus decorus är en kvalsterart som först beskrevs av Hammer 1966.  Papillocepheus decorus ingår i släktet Papillocepheus och familjen Tetracondylidae. Inga underarter finns listade i Catalogue of Life.